# Grand Prix Formule 1 van België 1992
De Grand Prix Formule 1 van België 1992 werd gehouden op 30 augustus 1992 op Spa-Francorchamps.

## Uitslag
| Pos. | Nr. | Coureur              | Constructeur        | Rondes | Tijd / Oorzaak uitval               | Grid | Punten |
| ---- | --- | -------------------- | ------------------- | ------ | ----------------------------------- | ---- | ------ |
| 1    | 19  | Michael Schumacher   | Benetton-Ford       | 44     | 1:36:10.721                         | 3    | 10     |
| 2    | 5   | Nigel Mansell        | Williams-Renault    | 44     | + 36.595                            | 1    | 6      |
| 3    | 6   | Riccardo Patrese     | Williams-Renault    | 44     | + 43.897                            | 4    | 4      |
| 4    | 20  | Martin Brundle       | Benetton-Ford       | 44     | + 46.059                            | 9    | 3      |
| 5    | 1   | Ayrton Senna         | McLaren-Honda       | 44     | + 1:08.369                          | 2    | 2      |
| 6    | 11  | Mika Häkkinen        | Lotus-Ford          | 44     | + 1:10.030                          | 8    | 1      |
| 7    | 21  | Jyrki Järvilehto     | Dallara-Ferrari     | 44     | + 1:38.237                          | 16   |        |
| 8    | 4   | Andrea de Cesaris    | Tyrrell-Ilmor       | 43     | + 1 Ronde                           | 13   |        |
| 9    | 10  | Aguri Suzuki         | Arrows-Mugen-Honda  | 43     | + 1 Ronde                           | 25   |        |
| 10   | 14  | Eric van de Poele    | Fondmetal-Ford      | 43     | + 1 Ronde                           | 15   |        |
| 11   | 16  | Karl Wendlinger      | March-Ilmor         | 43     | + 1 Ronde                           | 18   |        |
| 12   | 17  | Emanuele Naspetti    | March-Ilmor         | 43     | + 1 Ronde                           | 21   |        |
| 13   | 12  | Johnny Herbert       | Lotus-Ford          | 43     | Motor                               | 10   |        |
| 14   | 33  | Mauricio Gugelmin    | Jordan-Yamaha       | 42     | + 2 Rondes                          | 24   |        |
| 15   | 32  | Stefano Modena       | Jordan-Yamaha       | 42     | + 2 Rondes                          | 17   |        |
| 16   | 24  | Gianni Morbidelli    | Minardi-Lamborghini | 42     | + 2 Rondes                          | 23   |        |
| 17   | 30  | Ukyo Katayama        | Venturi-Lamborghini | 42     | + 2 Rondes                          | 26   |        |
| 18   | 29  | Bertrand Gachot      | Venturi-Lamborghini | 40     | Spin                                | 20   |        |
| DNF  | 25  | Thierry Boutsen      | Ligier-Renault      | 27     | Spin                                | 7    |        |
| DNF  | 28  | Ivan Capelli         | Ferrari             | 25     | Motor                               | 12   |        |
| DNF  | 15  | Gabriele Tarquini    | Fondmetal-Ford      | 25     | Motor                               | 11   |        |
| DNF  | 9   | Michele Alboreto     | Arrows-Mugen-Honda  | 20     | Versnellingsbak                     | 14   |        |
| DNF  | 27  | Jean Alesi           | Ferrari             | 7      | Lekke band                          | 5    |        |
| DNF  | 3   | Olivier Grouillard   | Tyrrell-Ilmor       | 1      | Ongeluk                             | 22   |        |
| DNF  | 2   | Gerhard Berger       | McLaren-Honda       | 0      | Transmissie                         | 6    |        |
| DNF  | 22  | Pierluigi Martini    | Dallara-Ferrari     | 0      | Spin                                | 19   |        |
| DNQ  | 23  | Christian Fittipaldi | Minardi-Lamborghini |        |                                     |      |        |
| DNQ  | 34  | Roberto Moreno       | Andrea Moda-Judd    |        |                                     |      |        |
| DNQ  | 35  | Perry McCarthy       | Andrea Moda-Judd    |        |                                     |      |        |
| WD   | 26  | Érik Comas           | Ligier-Renault      |        | Gaf op na ongeluk in vrije training |      |        |

## Wetenswaardigheden
- Williams behaalde het constructeurskampioenschap.
- Paul Belmondo werd vervangen door Emanuele Naspetti.
- Erik Comas racete niet door een ongeluk op vrijdag. Ayrton Senna hielp Comas uit zijn wagen na het ongeluk.
- Er was geen pre-kwalificatie meer doordat Brabham niet meer aan de start verscheen.
- Ayrton Senna maakte bekend dat hij niet naar Williams zou overstappen doordat Alain Prost dit niet wilde. Senna wilde zelfs gratis rijden voor het team.

## Statistieken
| Pole-position | Nigel Mansell      | Williams-Renault | 1:50.545 |
| Snelste ronde | Michael Schumacher | Benetton-Ford    | 1:53.791 |

## Noot
- Dit was het debuut van de Italiaanse coureur Emanuele Naspetti.
- Eerste snelste ronde, eerste rondes als raceleider en eerste Grand Prix-winst voor Michael Schumacher. Tevens de vijfde snelste ronde voor een Duitse coureur.

1925 · 1930 · 1931 · 1933 · 1934 · 1935 · 1937 · 1939 · 1947 · 1949 · 1950 · 1951 · 1952 · 1953 · 1954 · 1955 · 1956 · 1958 · 1960 · 1961 · 1962 · 1963 · 1964 · 1965 · 1966 · 1967 · 1968 · 1970 · 1972 · 1973 · 1974 · 1975 · 1976 · 1977 · 1978 · 1979 · 1980 · 1981 · 1982 · 1983 · 1984 · 1985 · 1986 · 1987 · 1988 · 1989 · 1990 · 1991 · 1992 · 1993 · 1994 · 1995 · 1996 · 1997 · 1998 · 1999 · 2000 · 2001 · 2002 · 2004 · 2005 · 2007 · 2008 · 2009 · 2010 · 2011 · 2012 · 2013 · 2014 · 2015 · 2016 · 2017 · 2018 · 2019 · 2020 · 2021 · 2022 · 2023 · 2024 · 2025 · 2026 · 2027 · 2029 · 2031